# Analizator widma

Schemat funkcjonalny analizatora widma z przestrajaną heterodyną

Analizator widma – urządzenie pomiarowe służące do prezentacji widma częstotliwościowego danej wielkości fizycznej zmiennej w czasie. Wielkością tą może być np. wychylenie (analizator widma drgań mechanicznych), ciśnienie powietrza (analizator widma akustycznego), długość fali światła (analizator widma optycznego). Najbardziej powszechnie termin ten używany jest jednak jako określenie elektronicznego przyrządu pomiarowego służącego do prezentacji w czasie rzeczywistym widma sygnału elektrycznego. Wielkością fizyczną zmienną w czasie jest wówczas napięcie lub prąd, które są ze sobą związane przez wejściową impedancję charakterystyczną analizatora.
Analizując widma sygnałów elektrycznych, ich częstotliwości dominującej, mocy, zniekształceń harmonicznych, przepustowości i innych składników widmowych sygnału można zaobserwować, że nie są one łatwo wykrywalne w dziedzinie czasu. Parametry te są przydatne w charakterystyce urządzeń elektronicznych, takich jak bezprzewodowe nadajniki.
Wyświetlacz analizatora widma pokazuje częstotliwość na osi poziomej, a amplitudę na osi pionowej. Dla przypadkowego obserwatora, analizator widma wyglądem przypomina oscyloskop. Faktycznie, niektóre instrumenty laboratoryjne mogą funkcjonować jako oscyloskop lub jako analizator widma.

## Rodzaje analizatorów sygnału
Różnice pomiędzy analizatorami sygnału są podyktowane metodami zastosowanymi w celu uzyskania widma sygnału. Istnieją dwa podstawowe rodzaje analizatorów widma, swept-tuned, oraz FFT.
- Analizatory swept-tuned są strojone przez przemiatanie w ich zakresie częstotliwości, gdzie składniki widma częstotliwości próbkowane są kolejno w czasie.
- Analizatory czasu rzeczywistego (RTA) mogą jednocześnie wyświetlić amplitudy wszystkich sygnałów w zakresie częstotliwości, dzięki temu zachowuje zależności czasowe pomiędzy sygnałami i pozwala również na obrazowanie informacji o fazie sygnału.

## Podział analizatorów sygnału
Analizatory sygnałów dzielimy na: stacjonarny, przenośny i podręczny.

### Stacjonarny
Ta obudowa jest przydatna do zastosowań, gdzie analizator widma można podłączyć do zasilania sieciowego, i używany jest podczas produkcji w środowisku testowym. Cechują się one lepszą wydajnością i specyfikacją niż analizatory przenośne bądź kieszonkowe. Wbudowane mają wiele powiązanych wentylatorów w celu rozproszenia ciepła wytwarzanego przez procesor, a ich masa może przekraczać 14 kg.

### Przenośny
Ten typ analizatora wyposażony jest w baterię i używany jest do pomiarów w sytuacji, gdy nie ma możliwości podłączenia urządzenia do sieci. Zalety takiej konstrukcji to m.in.:
- mobilność urządzenia
- wyraźny wyświetlacz, pozwalający na odczyt przy jasnym świetle, ciemności lub zakurzonym powietrzu.
- umiarkowana masa, poniżej 7 kg.

### Podręczny
Taka obudowa jest przydatna wszędzie tam, gdzie analizator widma musi być bardzo lekki i mały. Jednak podręczne analizatory oferują ograniczone możliwości pomiarowe w stosunku do większych. Cechami, które przyczyniają się do użyteczności takiej konstrukcji to:
- niski pobór mocy
- łatwość w przenoszeniu urządzenia
- małe rozmiary
- bardzo mała masa urządzenia, poniżej 1 kg.

## Zasada działania

### Analizatorswept-tuned
Analizatory swept–tuned są zazwyczaj wyposażone w odbiornik superheterodynowy lub są typu TRF (dostrojenie częstotliwości radiowej). Analizator TFR składa się z filtra pasmowego, którego częstotliwość środkowa jest strojoną na żądany zakres częstotliwości, detektora sterującego odchyleniem w osi Y na wyświetlaczu i generatora odchylenia poziomego, służącego do określania częstotliwości na osi X wyświetlacza. Jest to prosty, tani analizator o szerokim zakresie częstotliwości, ale jego wadą jest brak czułości i niska rozdzielczość. Ponieważ analizatory TRF mają przestrajalne filtry, ograniczające pasmo analizy, przez szerokość przestrajania filtra. Rozdzielczość analizatora jest określana przez filtr dla danego pasma, natomiast przestrajalne filtry zazwyczaj zachodzą na siebie zakresami.
Analizator TRF jest często używany do zastosowań mikrofalowych ze względu na łatwą konstrukcję szerokopasmowo przestrajalnych filtrów.
Najpopularniejszy typ analizatora widma odznacza się tym, że widmo sygnału jest przemiatane przez stały filtr pasmowy (superheterodynowy). Analizator ten jest w zasadzie odbiornikiem wąskopasmowym, który ma elektronicznie dostrajaną częstotliwość odbioru przez zastosowanie generatora przebiegu piłokształtnego, do przestrajania generatora lokalnego VFO. Ten sam przebieg jest jednocześnie stosowany do odchylenia w osi X na wyświetlaczu. Natomiast wyjście odbiornika jest połączone z układem odchylania w osi Y, dla obrazowania amplitudy sygnału.
Analizator jest dostrajany do zakresu częstotliwości poprzez odpowiednią zmianę napięcia na LO (oscylator lokalny). Częstotliwość LO miesza się z sygnałem wejściowym, dzięki czemu powstaje IF (częstotliwość pośrednia). Analizator działa tylko, gdy częstotliwość LO będzie większa aniżeli częstotliwość sygnału wejściowego: fs < fLO
wtedy: fs = fLO – fIF
Jest to podstawowe równanie wykorzystywane do określenia zakresu częstotliwości analizatora. Zakres ten może być poszerzony przez zmieszanie sygnału wejściowego z harmonicznymi częstotliwości LO. Zaletą techniki superheterodynowej jest uzyskanie wysokiej czułości za pomocą wzmacniaczy IF (pośredniej częstotliwości), jak i bardzo szeroki zakres przestrajania. Ponadto rozdzielczość można zmieniać przez zmianę szerokości pasma filtrów IF.

### Analizator czasu rzeczywistego (RTA)
RTA lub wielokanałowy analizator jest po prostu zestawem filtrów pasmowo – przepustowych. Badany sygnał jest podawany na każdy filtr pasmowo – przepustowy, następnie wyświetlany jest jako funkcja zakresu częstotliwości filtra. Zakres częstotliwości analizatora jest organiczny przez liczbę filtrów oraz ich pasmo przenoszenia. Tego typu układ używa się do analizy niskich częstotliwości, takich jak zakres audio, czy infradźwięki. Dzieje się tak, gdyż filtry pasmowo – przepustowe w tym zakresie mają być bardzo wąskie bez dużego wpływu prędkości przemiatania (przełączanie filtrów i pobierania poszczególnych próbek) jak we wspomnianych analizatorach swept–tuned.

## Pomiary częstotliwości
Nowoczesne analizatory widma są kalibrowane dla częstotliwości i amplitudy, do pomiarów względnych i bezwzględnych. Kalibracja częstotliwości jest uzależniona od sposobu przestrajania skali w osi X analizatora. Mogą być one kalibrowane na trzy sposoby: pełne pasmo, na działkę oraz w trybie zero scan. Tryb pełnego pasma jest używany do lokalizowania sygnałów, ponieważ wyświetlany jest cały dostępny zakres częstotliwości analizatora. Tryb przestrajania na działkę służy do powiększania danego sygnału, tak aby na szerokości wyświetlacza na każda działkę przypadł ten sam zakres. Natomiast w trybie skanowania zera, analizator działa jak na stałe dostrojony odbiornik z możliwością wyboru przepustowości, do odzyskiwania modulacji sygnałów lub monitorowania w czasie rzeczywistym jednego sygnału.

## Stabilność
Ważne jest, aby analizator widma był bardziej stabilny niż sygnały mierzone. Stabilność analizatora zależy od stabilności częstotliwości jej lokalnych oscylatorów. Stabilność dzielimy na krótkoterminową i długoterminową. Pozostałości FM są miarą stabilności krótkoterminowej, które zazwyczaj podawane są w HZ od szczytu do szczytu. Krótkoterminowe stabilności charakteryzują się również pasma boczne szumów, które są miarą czystości widmowej analizatora. Pasma boczne hałasu są określane w postaci dB (decybele) i Hz (herce) dla danego pasma. Natomiast długoterminową stabilność charakteryzuje dryf częstotliwości LO. Dryf częstotliwości jest miarą zmiany częstotliwości w określonym czasie (np. Hz/s lub Hz/h).
Zarówno krótko- jak i długoterminowa stabilność może być poprawiona przez PLL w LO. Pętla PLL powinna zadziałać automatycznie, gdy badamy wąski wycinek widma.

## Rozdzielczość
Zanim analizator wyświetli widmo częstotliwości na ekranie, musi je najpierw rozpoznać. Oznacza to odróżnienie poszczególnych składowych od siebie. Rozdzielczość analizatora widma jest ograniczona przez największa szerokość pasma. Na przykład jeśli największym pasmem jest 1 kHz, wówczas najbliższe dowolne dwa sygnały mogą zostać pokazane jako jeden sygnał 1kHz. Dzieje się tak, gdyż ślad IF ma kształt użytego filtru pasmowo – przepustowego, gdy przemiatany jest przez zakłócenia sygnału CW. Ponieważ rozdzielczość analizatora jest ograniczona przez szerokość filtra, wydaje się, że poprzez zmniejszenie szerokości filtra w nieskończoność, osiągnie się nieskończoną rozdzielczość. Jednak nie jest to możliwe, gdyż rozdzielczość jest ograniczona stabilnością generatora w analizatorze – pozostałość FM. Jeśli wewnętrzne odchylenie częstotliwości analizatora wynosi 1 kHz, to największym pasmem, które może być używane do rozróżniania jednego sygnału wejściowego również wynosi 1 kHz. Wszelkie węższe filtry IF spowodują więcej niż jedną odpowiedź, lub przerywaną odpowiedź na jednej częstotliwości.
Rozdzielczość analizatora widma jest określona przez jego szerokość pasma filtru IF. Szerokość ta jest zwykle 3dB szerokością pasma filtru IF. Stosunek 60 dB pasma (w Hz) do 3 dB szerokości pasma (w Hz) jest znany jako współczynnik kształtu filtra. Im mniejszy jest współczynnik kształtu, tym większa jest zdolność analizatora do obrazowania bliskich siebie sygnałów o różnej amplitudzie. Jeżeli współczynnik kształtu wynosi 15:1 dla danego filtru, a mamy dwa sygnały, których amplituda różni się o 60 dB, to ich częstotliwość musi różnić się o 7,5 szerokości pasma IF zanim będą mogły być odróżniane. W przeciwnym razie będą one widoczne jako jeden sygnał na wyświetlaczu analizatora widma.
Istnieje praktyczne ograniczenie współczynnika kształtu. Liczby biegunów stosowane w filtrach IF określają współczynnik kształtu synchronicznie przestrajanych filtrów. Synchroniczne przestrajanie filtry (lub filtry Gaussa) są zwykle używane ze względu na liniowość fazową. Współczynnik kształtu można poprawić za pomocą rozłożenia dostrajanych filtrów (lub kwadratowego zespolenia). Jednakże takie filtry mają nieciągłości fazy na krańcach pasm, co daje odbicia, gdy sygnały bardzo szybko przechodzą przez nie w analizatorze widma.
Czasami w filtrze IF współczynnik kształtu jest określony jako stosunek 60 dB pasma do 6 dB pasma, albo stosunek 40 dB pasma do 3 dB pasma. Może to powodować trudności przy porównywaniu filtrów. Na przykład współczynnik kształtu 20:1 mierzony 60 dB / 3dB odpowiada w przybliżeniu 10:1 współczynnika kształtu mierzonego przy 60 dB / 6dB. Nawet jeśli współczynnik kształtu jest mniejszy, gdy określony stosunek wynosi 60 dB / 6 dB, zdolność rozliczeniowa jest taka sama. W związku z tym współczynnik kształtu jest przydatny jako środek do oznaczania stromości filtru tylko wtedy, gdy pasma dB używane do kreślenia współczynnika kształtu są takie same dla filtrów, które są porównywane. Zdolność analizatora widma do rozróżniania bliskich siebie sygnałów o różnej amplitudzie nie jest funkcją filtru IF, lecz jego współczynnikiem kształtu. Pasma boczne szumów mogą również zmniejszyć rozdzielczość. Pojawiają się one wokół pasma filtru IF, przez co mogą ograniczyć możliwości zaobserwowania małych sygnałów. To ogranicza rozdzielczość przy pomiarze sygnałów o różnej amplitudzie.